# Pin Benito
José Manuel Benito Entrialgo (Gijón, Asturias, España, 10 de mayo de 1925-Santa Cruz de Tenerife, España, 10 de marzo de 2016), conocido como Pin, fue un futbolista español que jugaba de centrocampista.

## Clubes
| Club                 | País     | Año       |
| -------------------- | -------- | --------- |
| Real Gijón           | España   | 1944-1947 |
| Real Santander S. D. | España   | 1947-1952 |
| Boavista F. C.       | Portugal | 1952-1954 |
| Real Gijón           | España   | 1954-1955 |